# (21818) Yurkanin
(21818) Yurkanin (1999 TJ32) – planetoida z grupy pasa głównego asteroid okrążająca Słońce w ciągu 5,25 lat w średniej odległości 3,02 j.a. Odkryta 4 października 1999 roku.